# Grijswangdwerglijster
De grijswangdwerglijster (Catharus minimus) is een vogelsoort uit de familie lijsters (Turdidae). De grijswangdwerglijster (Catharus minimus) is een middelgrote lijster. Deze soort is 15–17 cm lang en heeft het wit-donker-witte ondervleugelpatroon dat kenmerkend is voor Catharus-lijsters. Het is een lid van een hechte groep migrerende soorten, samen met de veery (Catharus fuscescens) en de Bicknells dwerglijster (Catharus bicknelli), het vormt een cryptisch soortenpaar met de laatste. De grijswangdwerglijster is bijna niet te onderscheiden van de Bicknells dwerglijster, behalve door zijn iets grotere formaat en ander gezang. De twee werden vroeger als soortgenoten beschouwd. Van alle Amerikaanse gevlekte lijsters heeft de grijswangdwerglijster het meest noordelijke broedgebied.

## Kenmerken
De grijswangdwerglijster is iets groter dan andere Catharus-lijsters, ongeveer 16 tot 17 cm en weegt tussen 26 en 30 g. De spanwijdte varieert van 32 tot 34 cm. De vogel kan worden geïdentificeerd door zijn grijsachtig gezicht, gedeeltelijk bleke oogring, grauwe grijsbruine bovenzijde en uitgebreid schemerige flanken. Het gebied tussen het oog en de snavel is ook grijsachtig, maar het gebied dat van de snavel tot boven het oog loopt is grijsachtig wit. De grijswangdwerglijster is bijna identiek aan de Bicknells dwerglijster.
Er zijn twee ondersoorten: de noordelijke grijswanglijster (Catharus minimus alicia) en de Newfoundlandse grijswanglijster (Catharus minimus minimus). Catharus m. minimus kan worden onderscheiden door zijn algehele bruinere kleur op de borst, in vergelijking met de Catharus m. alicia. Catharus m. minimus heeft ook een uitgebreid helderder geel gebied aan de basis van het onderste deel van de snavel. Catharus m. alicia heeft een grijsachtig olijfkleurige bovenzijde (terwijl C. m. minimus een bruinachtige olijfkleurige bovenzijde heeft) en flanken, een licht gewassen crème borst en doffer ondergedeelte van de snavel.

## Habitat en verspreiding
De grijswangdwerglijster is een trekvogel over lange afstanden met een trek van gemiddeld 300 km. Er wordt aangenomen dat ze hun winter doorbrengen in het Amazonebekken en tijdens hun voorjaarstrek de Caraïbische Zee en de Golf van Mexico zullen oversteken.
Ze zijn van mei tot augustus aanwezig in hun broedgebied. Het broedgebied omvat de noordelijke boreale bossen van Newfoundland tot Alaska in Noord-Amerika en over de Beringzee tot Oost-Siberië, in verband met dichte naald- en breedbladig struikgewas. C. minimus blijft ongewoon tot zeldzaam in de meeste regio's van Noord-Amerika, maar kan in elke beboste habitat worden gezien. Het broedgebied strekt zich uit ten noorden van de boomgrens in lage Arctische wilgen- en elzenbedden. Grijswangdwerglijsters geven de voorkeur aan lage naaldbossen, waaronder jonge regenererende bossen, bossen met open bladerdak met een dichte groei van struiken en kleine naaldbomen in de onderbeplanting, en dichte dwergsparren en zilversparren op winderige locaties en in de buurt van de boomgrens.
De ondersoorten van C. minimus worden ook gescheiden door hun verschillende broedgebieden: Catharus m. alicia broedt van Labrador westelijk tot Siberië en Catharus m. minimus broedt op het eiland Newfoundland en mogelijk aangrenzende delen van de zuidelijke kust van Labrador.

## Leefwijze

### Zang
De zang van de grijswangdwerglijster zijn de meest betrouwbare manier om het te identificeren, vergeleken met de Bicknells dwerglijster. Het heeft een complex lied van fluitachtige noten, die aan het eind meestal naar beneden verbuigen. Het lijkt op een neergaande spiraal zoals de veery, maar hoger, dunner en nasaal met stotterpauzes: 'ch-ch zreeew zi-zi-zreeee zizreeew'. De vluchtoproep is een hoge, doordringende, nasale 'queer'. Het is waarschijnlijker dat hij zijn nachtelijke vluchtoproep hoort tijdens de lente- en herfstmigratie dan om de soort op de grond te observeren. De nachtelijke vlucht noteert een of twee noten 'whe-eer' die in toonhoogte daalt.

### Eetpatroon
C. minimus consumeert voornamelijk insecten, zoals kevers, snuitkevers, mieren, wespen en rupsen, naast spinachtigen en fruit en bessen (wilde kersen, bramen en frambozen). Het voedt zich ook met rivierkreeften, zeugenwantsen en regenwormen. Hun gewoontes om bessen te eten, dragen bij aan de verspreiding van zaden.

## Voortplanting
C. minimus vertoont geheimzinnig gedrag tijdens het broedseizoen, en broedparen worden zelden gevonden in hoge dichtheden, omdat hun territoria goed uit elkaar liggen. Ze bouwen hun nesten op de grond of in lage struiken, meestal minder dan 2 meter hoog. Vrouwtjes bouwen het nest met gedroogde grassen vermengd met een ondersteunende laag modder. Er is slechts één broedsel per seizoen, hoewel ze een tweede broedsel zullen leggen als het eerste nest vroeg in het seizoen mislukt.
Er zijn gemiddeld 4 eieren per nest, maar dit kan variëren van 3 tot 5 eieren. Het vrouwtje broedt de eieren 13 tot 14 dagen uit. De eieren zijn groenachtig blauw, gemarkeerd met lichtbruine stippen en ovaal tot kort ovaal van vorm. Nestvogels vliegen 11 tot 13 dagen na het uitkomen uit en de jongen worden door beide ouders verzorgd. Individuen paren op eenjarige leeftijd en worden verondersteld monogaam te zijn.

## Verspreiding en leefgebied
Deze soort komt voor in Siberië en Canada en telt 2 ondersoorten:
- C. m. minimus: noordoostelijk Siberië en Canada; overwintert in het noorden van Zuid-Amerika.
- C. m. aliciae: zuidoostelijk Canada; overwintert in West-Indië.

## Voorkomen in Nederland
Er is één waarneming van een grijswangdwerglijster in Nederland. In 2018 werd een verzwakte vogel gevonden bij Monster in Zuid-Holland. Na twee weken in vogelopvang de Wulp is deze vogel weer vrijgelaten en is daarna nooit weer teruggezien.